# Michael Ayrton
Michael Ayrton (Londres, 20 de febrero de 1921 – 17 de noviembre de 1975) fue un artista y escritor inglés, conocido como pintor, grabador y escultor, y también como crítico, locutor y novelista. 
Fue escenógrafo y diseñador de vestuario, trabajando con John Minton en las producciones de John Gielgud de 1942 de Macbeth, cuando solo tenía 19 años. Diseño e ilustró libros para Wyndham Lewis, en concreto, la trilogía The Human Age y William Golding. También colaboró con el compositor Constant Lambert.
Nació en Londres y sus padres fueron Gerald Gould y Barbara Ayrton (hija de William Edward Ayrton y Hertha Marks Ayrton), de quien tomó profesionalmente el nombre. Sus obras están en varias colecciones importantes incluyendo la Tate Gallery y la National Portrait Gallery, en Londres, el Museum of Modern Art de Nueva York y la Fry Art Gallery de Essex. 
En 1951 se casó con Elizabeth Evelyn Walshe (1910-91), la anterior esposa del novelista Nigel Balchin.